# عبد الرحمن الناصر (رواية)
عبد الرحمن الناصر هي رواية تاريخية من تأليف جورجي زيدان، وهي جزء من سلسلة روايات تاريخ الإسلام. تدور أحداث الرواية حول وقائع تاريخية حدثت في الأندلس خلال ولاية عبد الرحمن الناصر، حيث تقدم وصفا لبلاد الأندلس، وعادات وتقاليد أهلها في تلك الفترة.

## شخصيات الرواية
- عبد الرحمن الناصر (الخليفة الأموي بالأندلس)
- الزهراء (محظية الخليفة)
- الحكم (ولي العهد)
- عبد الله (الابن الثاني للخليفة)
- ابن عبد البر الكسيباني (من كبار الفقهاء قرطبة)
- سعيد (جاسوس للخليفة الفاطمي في القيروان)
- ياسر (خادم أمير المؤمنين)
- ساهر (خادم للأمير عبد الله)
- عابدة (جارية من مولدات بغداد)
- سالم (شقيق الزهراء)